# Le Baiser du serpent
Pour plus de détails, voir Fiche technique et Distribution.
Le Baiser du serpent (The Serpent's Kiss) est un drame britannique réalisé par le directeur de photographie Philippe Rousselot. Il s'agit de son unique film en tant que réalisateur.
Le film est présenté en compétition officielle au festival de Cannes 1997.

## Synopsis
À l'aube du XVIIIe siècle en 1699, Thomas Smithers, un riche industriel anglais poussé par sa vanité et son désir d'éblouir sa délicieuse épouse Julianna, décide de transformer son jardin en friche en une véritable œuvre d'art. C'est Meneer Chrome, brillant paysagiste hollandais de renommée internationale, qui est chargé d'élaborer le chef-d'œuvre. Il a été engagé sur les conseils de James Fitzmaurice, un intrigant, jaloux de la réussite de Smithers et amoureux de la belle Julianna.

## Fiche technique
- Titre original : The Serpent's Kiss
- Titre français : Le Baiser du serpent
- Réalisation : Philippe Rousselot
- Scénario : Tim Rose Price
- Costumes : Consolata Boyle
- Photographie : Jean-François Robin
- Montage : Mick Audsley
- Musique : Goran Bregović
- Production : John Battsek, Robert Jones et Tim Rose Price
- Pays d’origine :  Royaume-Uni
- Langue originale : Anglais
- Format : couleur - 35 mm - 2,35:1 - son Dolby Digital
- Date de sortie :  France : 14 mai 1997 (Festival de Cannes)

## Distribution
- Ewan McGregor (VF : Jean-Pierre Michaël) : Meneer Chrome
- Greta Scacchi (VF : Emmanuèle Bondeville) : Juliana
- Pete Postlethwaite (VF : Vincent Grass) : Thomas Smithers
- Richard E. Grant : James Fitzmaurice
- Carmen Chaplin : Thea / Anna
- Donal McCann : le physicien
- Charley Boorman : le secrétaire
- Gerard McSorley : M. Galmoy
- Britta Smith : Mme Galmoy
- Susan Fitzgerald : la maîtresse
- Pat Laffan : Pritchard
- Rúaidhrí Conroy : l'assistant du physicien

 Source et légende : version française (VF) sur RS Doublage

## Distinctions

### Sélections
- Festival de Cannes 1997 : sélection officielle en compétition